# Haplothrix amicator
Haplothrix amicator är en skalbaggsart som först beskrevs av Charles Joseph Gahan 1888.  Haplothrix amicator ingår i släktet Haplothrix och familjen långhorningar.
Artens utbredningsområde är Laos. Inga underarter finns listade i Catalogue of Life.